# Brooklyn's Finest
Brooklyn's Finest is een Amerikaanse dramafilm uit 2009 van regisseur Antoine Fuqua. De hoofdrollen worden vertolkt door Richard Gere, Don Cheadle, Ethan Hawke en Wesley Snipes. De film ging in 2009 in première op het Sundance Film Festival. Wereldwijd is de film in 2010 in première gegaan.

## Verhaal
Sal, Tango en Eddie Dugan zijn alle drie agenten uit Brooklyn. Elk hebben ze hun eigen problemen. De vrouw van Sal verwacht een tweeling, maar Sal beschikt niet over de financiële middelen om de gezinsuitbreiding te ondersteunen. Tango is dan weer een undercoveragent, die het moeilijk heeft om zijn ware identiteit verborgen te houden. Bovendien lijkt drugsbaron Caz iets te vermoeden. Eddie, ten slotte, is een alcoholverslaafde agent die bijna met pensioen mag. Hij vindt troost bij een jonge prostituee.
De drie agenten kennen elkaar niet, tot ze na een samenloop van omstandigheden plots op dezelfde plaats opduiken.

## Rolverdeling
- Richard Gere - Eddie Dugan
- Don Cheadle - Tango
- Ethan Hawke - Sal
- Wesley Snipes - Caz
- Michael Kenneth Williams - Red
- Vincent D'Onofrio - Carlo
- Ellen Barkin - Federal Agent Smith
- Will Patton - Bill Hobarts
- Sarah Thompson - Sarie
- Logan Marshall-Green - Melvin
- Isiah Whitlock jr. - Detective

## Trivia
- Ethan Hawke speelde eerder al mee in Training Day (2001) van regisseur Antoine Fuqua.
- De opnames vonden plaats in drie stadsdelen van New York: Manhattan, Queens en Brooklyn.
- De titel van de film is een verwijzing naar het gelijknamige nummer uit 1996 van de rappers Jay-Z en The Notorious B.I.G.. Ze zijn beiden afkomstig uit Brooklyn. Het nummer Run This Town van Jay-Z, Rihanna en Kanye West is te horen in de trailer van de film.